# Hôn nhân cùng giới ở Durango
Hôn nhân cùng giới ở Durango hợp pháp từ 19 tháng 9, 2022 sau quyết định thi hành được ban hành bởi Thống đốc Esteban Villegas Villarreal vào ngày hôm trước, gửi đến các công chức của bộ phận đăng kí dân sự của bang công nhận việc kết hôn của các cặp đồng tính. Nghị viện Durango thông qua pháp chế về hôn nhân cùng giới ngày 21 tháng 9, 2022 với số phiếu 15–9.

## Lịch sử pháp lí
| Đảng chính trị                     | Thành viên | Có | Không | Trắng |
| ---------------------------------- | ---------- | -- | ----- | ----- |
| Institutional Revolutionary Party  | 8          | 5  | 2     | 1     |
| National Regeneration Movement     | 7          | 7  |       |       |
| National Action Party              | 6          |    | 6     |       |
| Party of the Democratic Revolution | 2          | 2  |       |       |
| Labor Party                        | 1          |    | 1     |       |
| Ecologist Green Party of Mexico    | 1          | 1  |       |       |
| Tổng                               | 25         | 15 | 9     | 1     |